# Stenløse Sogn (Egedal Kommune)
 For alternative betydninger, se Stenløse Sogn. (Se også artikler, som begynder med Stenløse Sogn)
Stenløse Sogn er et sogn i Frederikssund Provsti (Helsingør Stift).
I 1800-tallet var Veksø Sogn anneks til Stenløse Sogn. Begge sogne hørte til Ølstykke Herred i Frederiksborg Amt. Stenløse-Veksø sognekommune blev ved kommunalreformen i 1970 indlemmet i Stenløse Kommune, der ved strukturreformen i 2007 indgik i Egedal Kommune.
I Stenløse Sogn ligger Stenløse Kirke.
I sognet findes følgende autoriserede stednavne:
- Barnekær (bebyggelse)
- Damsten (bebyggelse)
- Kirkevang (bebyggelse)
- Salsmose (bebyggelse)
- Skovvang (bebyggelse)
- Stenlille (bebyggelse, ejerlav)
- Stenløse (bebyggelse, ejerlav)
- Søsum (bebyggelse, ejerlav)
- Østersø (bebyggelse)